# Atyria
Atyria là một chi bướm đêm thuộc họ Geometridae.

## Các loài
- Atyria albifrons Prout, 1916
- Atyria alcidamea (Druce, 1890)
- Atyria basina (Boisduval, 1870)
- Atyria isis Hübner, 1823
- Atyria velata (Druce, 1885)
- Atyria vespertina (Walker, [1865])